# Poynter Col
Poynter Col är ett bergspass i Antarktis. Det ligger i Västantarktis. Argentina, Chile och Storbritannien gör anspråk på området. Poynter Col ligger 700 meter över havet.
Terrängen runt Poynter Col är varierad, och sluttar norrut. Trakten är obefolkad. Det finns inga samhällen i närheten.